# バーネット探偵社
『バーネット探偵社』（バーネットたんていしゃ、L'Agence Barnett et Cie）は、モーリス・ルブランによるアルセーヌ・ルパン・シリーズの一篇。連作短編集。1928年発表。南洋一郎訳版での日本語題は『ルパンの名探偵』。
自称「探偵バーネット」とベシュ刑事の奇妙なコンビが次々と事件を解決してゆく連作短編集。ルパンの探偵としての手腕と怪盗としての手腕がよく現れた、ルパンシリーズならではの一風変わった探偵小説である。

## あらすじ
パリの真ん中で「調査無料」との人を食った看板を掲げる「バーネット探偵社」、その社長にして唯一の探偵・ジム・バーネット。正体は勿論アルセーヌ・ルパンであると前書きで作者が明言しているが、本編中では明記されない。調査無料と言いつつ､もっと効率よく関係者の懐から利益を掠め取るのだ。ベシュ刑事はバーネットの所業を苦々しく思いつつも､その手腕を頼ってたびたびバーネットを訪れる事になる。

## 収録作品
日本語題は、現在唯一のシリーズ完全全集である偕成社版矢野浩三郎訳のタイトルに拠った。
- 水は流れる (Les Gouttes qui tombent)
- ジョージ王のラブレター (La Lettre d'amour du roi George)
- バカラの勝負 (La Partie de baccara)
- 金歯の男 (L'Homme aux dents d'or)
- 十二枚の株券 (Les Douze Africaines de Béchoux)
- 壊れた橋　(The bridge that broke：英訳版のみに存在）
- 偶然が奇跡をもたらす (Le hasard fait des miracles)
- 白い手袋…白いゲートル (Gants blancs... guêtres blanches...)
- ベシュ、ジム･バーネットを逮捕す (Béchoux arrête Jim Barnett)

### 「壊れた橋」
「壊れた橋」(The bridge that broke)は、フランス語版『バーネット探偵社』の発売と同年に発売された英語版『バーネット探偵社』（イギリス版：Jim Barnett Intervenes、アメリカ版：Arsène Lupin Intervenes）にのみ収録されている作品。
現行の英語版やそれに基づくと思われるフランス語版では、12枚のアフリカ鉱山株券について言及されている箇所が省かれている。おそらく、その株券を黒人に対する蔑称で呼んでいる（Twelve Little Ni**er Boys）事が原因と考えられる。
日本の「ルパン同好会」会員が1929年刊行のアメリカ版『バーネット探偵社』から見つけて、1999年のルパン同好会会誌「Raoul」で会員の翻訳が掲載された。2004年製作の映画『ルパン』公開とあわせルパン特集を組んだ『ミステリマガジン』2005年11月号（早川書房）に藤田真利子の翻訳で掲載され、同時に「壊れた橋」発掘にいたる経緯を日本におけるアルセーヌ・ルパン研究家の第一人者である住田忠久が解説したものが掲載されている。その後はミステリマガジンのバックナンバーを捜さないと読めない状態が続いていたが、2013年に早川書房より発売されたルブラン遺稿の最終作『ルパン、最後の恋』の文庫版に収録された。
フランスでも「壊れた橋」の存在は知られておらず、住田からルブラン遺族やフランスのミステリファンに伝えられることになる。その後、「推理文学の友813協会」が出しているミステリ雑誌『813』(fr:813 (revue))で英語版からのフランス語訳が掲載された。
ルブラン自身の手によるフランス語版原稿は2014年時点でも発見されていない。英語版からの第三者による再翻訳が「Le pont qui se rompt」として電子書籍版アルセーヌ・ルパン全集に収録されている（仏文タイトルは、Le Pont écrouléとなっているものもある）。

## 関連
エメラルドの指輪
モーリス・ルブランの短編作品。ベシュ刑事は登場しないが、バーネット探偵社は登場する。

## パスティーシュ
- ルパン三世 PART5 - ルパンシリーズのパスティーシュ作品。第17話「探偵ジム・バーネット三世の挨拶」は、本作の設定を利用している。
- ジェームズ・モリアーティシリーズ - 「The Paradol Paradox」にジム・バーネットが登場。